# Sheila Cowan
 (février 2021).
Si vous disposez d'ouvrages ou d'articles de référence ou si vous connaissez des sites web de qualité traitant du thème abordé ici, merci de compléter l'article en donnant les références utiles à sa vérifiabilité et en les liant à la section « Notes et références ».
Sheila Ann Martin née Cowan le 31 juillet 1943 à Port Arthur, est la femme de Paul Martin, 21e premier ministre du Canada du 12 décembre 2003 à sa défaite le 6 février 2006.